# گاندی جایانتی

گاندی جایانتی Gandhi Jayanti زادروز کرمچند گاندی است که هر ساله در هندوستان در تاریخ دوم اکتبر این روز را جشن می‌گیرند. این روز یکی از تعطیلات رسمی سراسری هند است.